# Parti progressiste unifié (Corée du Sud)
Le Parti progressiste unifié (PPU, en coréen, hangeul : 통합진보당, romanisation révisée : Tonghapjinbodang) est un parti politique de gauche en Corée du Sud. Il a été créé le 5 décembre 2011 par la fusion du Parti démocratique du travail (PDT) avec le jeune Parti de la participation du peuple (PPP) et une fraction du Nouveau parti progressiste (NPP). Il est dirigé conjointement par Lee Jung-hee (PDT), Rhyu Si-min (PPP) et Sim Sang-jeong (NPP).
À l'assemblée nationale, il dispose des sept sièges obtenus par le PDT (sur 299). Son objectif est d'en obtenir 20 pour pouvoir former un groupe parlementaire. Pour ce faire, il souhaitait former une alliance avec le principal parti de l'opposition, le parti démocrate unifié (PDU) mais ce dernier l'a refusée.
Le Parti progressiste unifié se présente aux élections législatives du 11 avril 2012. Dans les sondages, il est crédité de 3,2 à 4,2 % des intentions de vote. Son rival social-démocrate, le NPP, atteint quant à lui 0,8 à 1,8 %. Il obtiendra finalement 10,3 % des suffrages, six sièges et 13 élus à la proportionnelle.
Le 19 décembre 2014, à la demande du ministre de la Justice du gouvernement de la présidente Park Geun-hye, fille de l'ancien dictateur Park Chung-hee, la Cour constitutionnelle de Corée a jugé 8-1 en faveur de la dissolution. Les cinq législateurs du Parti progressiste unifié ont également été privés de leurs sièges à l'Assemblée nationale. Pour Amnesty International, il s'agit là d'un signal inquiétant pour la liberté d'expression.

## Résultats

### Élections législatives
| Année | Voix      | %    | Rang | Élus     |
| ----- | --------- | ---- | ---- | -------- |
| 2012  | 1 291 306 | 5,99 | 3e   | 13 / 300 |